# إدغار كاين
إدغار كاين (بالإنجليزية: Edgar James "Cobber" Kain)‏ هو طيار مقاتل نيوزيلندي، ولد في 27 يونيو 1918 في هاستينجس في نيوزيلندا، وتوفي في 7 يونيو 1940 في Échemines ‏ في فرنسا.